# Boxerwood Gardens
Los jardines Boxerwood (en inglés, Boxerwood Gardens) son un jardín botánico y arboretum de 12,5 hectáreas (31 acres) de extensión que se encuentra dentro de una zona mayor de bosque preservado en Lexington, Virginia, EE. UU.

## Localización
Los jardines de Boxerwood se encuentran en una zona de colinas del Shenandoah Valley.
Boxerwood Gardens 963 Ross Road, Lexington, Rockbridge county, Virginia 24450 United States of America-Estados Unidos de América. 
Planos y vistas satelitales.38°29′0″N 78°51′0″O / 38.48333, -78.85000
El jardín botánico está abierto diariamente con entrada libre, aunque se admiten donaciones.

## Historia
Boxerwood, fue un legado de parte de "Robert S. Munger" (1911-1988), para la comunidad de Lexington, Virginia. 

## Colecciones
El arboretum contiene en seis hábitats diferenciados con miles de árboles y arbustos perfectamente identificados, incluyendo unos 1300 cultivares, con unas colecciones muy completas de coníferas enanas, magnolias, cornus, rhododendron, azaleas y aceres japoneses, además de las plantas propias de la región.
Como ejemplo de estas colecciones: 
- Aceres con 163 variedades de Acer palmatum ("Japanese Maple"), Acer buergerianum ("Trident maple"), Acer griseum ("Paperbark Maple"), Acer pensylanicum ("Striped maple"),
- Coníferas enanas con 167 variedades,
- Abies nebrodensis (Sicilian Fir),
- Magnolias con 57 variedades,
- Aesculus parviflora (Bottlebrush Buckeye), Aesculus pavia (Red Buckeye), Aesculus x carnea 'Briottii' (Red Horsechestnut),
- Cornus con 81 variedades,
- Rhododendron y Azaleas con unas 290 variedades,
- Taxus con varias especies (Yews),
- Thuja occidentalis (American Arborvitae),
- Viburnum prunifolium (Blackhaw viburnum).
- Chaemaecyparis obtusa (Hinoki Falsecypress), Chionanthus virginicus (White Fringetree), Cladrastis kentuckea (American Yellowwood), Cryptomeria japonica (Japanese Cedar), Halesia tetraptera (Carolina Silverbell), Ilex verticillata (Winterberry), Liquidunbar styraciflua 'Corky' (Corky Sweetgum), Malus 'Red Jade' (Red Jade Crabapple), Picea omorika 'Pendula' (Weeping Serbian Spruce), Syringa reticulata (Japanese Tree Lilac), Taxodium distichum (Baldcypress),